# Виноградов, Павел Петрович
Павел Петрович Виноградов (26.05.1907, Костромская область — 03.08.1980) — сапер 731-го отдельного стрелкового полка (205-я стрелковая дивизия, 19-я армия, 2-й Белорусский фронт, ефрейтор — на момент представления к награждению орденом Славы 1-й степени.

## Биография
Родился 26 мая 1907 года в деревне Терешино Костромского района Костромской области. До призыва в армию работал в колхозе.
С началом Великой Отечественной войны в июне 1941 года был призван в Красную Армию Костромским райвоенкоматом. Попал на Карельский фронт в 186-ю стрелковую дивизию. С первых же боев показал себя спокойным, выдержанным и мужественным солдатом, бесстрашным и выносливым. В декабре 1942 года получил первую боевую награду — медаль «За отвагу». Будучи в ночном поиске в тылу врага, первым ворвался в траншею противника и обеспечил подразделению выполнение боевого задания.
С октября 1942 года воевал в саперном взводе в 205-й стрелковой дивизии. Выходы на «нейтралку» и к переднему краю противника участились. Весной 1944 года в одном из выходов с разведчиками метко брошенными гранатами подавил вражеский пулемет, влившись в группу прикрытия обеспечивал отхода разведчиков с захваченным «языком». Отражая натиск врага, лично убил шесть фашистов и благополучно вернулся в расположение своей части. За этот бой сапер Виноградов был награждён 20 апреля 1944 года второй медалью «За отвагу».
За период пребывания в саперном взводе с октября 1942 года по апрель 1944-го сапер ефрейтор Виноградов сделал более 80 выходов с разведподразделениями за линию фронта, сделал 18 проходов в минных полях и проволочных заграждениях, лично снял 600 вражеских мин и фугасов и поставил перед своей обороной более семи тысяч минных «сюрпризов».
В ночь 1 мая 1944 года ефрейтор Виноградов обеспечивал проход в минных полях и проволочных заграждениях очередной разведгруппе. Когда до переднего края обороны врага 70 метров, группа была обнаружена. Виноградов быстро снял последние находящиеся перед ним мины, забросал гранатами пулемет и быстро разрезал проволочные заграждения. По образовавшемуся проходу к вражеским позициям тотчас бросилась группа захвата. Захватив «языка», разведчики, прикрываемые группой прикрытия, благополучно вместе с пленным отошли по проходу к своим позициям. Приказом от 14 июля 1944 года за самоотверженность и умелые действия в бою ефрейтор Виноградов Павел Петрович награждён орденом Славы 3-й степени
В начале сентября 1944 года 26-я армия Карельского фронта перешла в наступление и преследование противника на кандалакшском и ухтинском направлениях. В этих боях вновь отличился сапер Виноградов. 8 октября в бою в районе города Костеньга продела под огнём противника проход для наступающей пехоты. Первым ворвался в траншеи, убил вражеского снайпера и истребил остатки гарнизона дзота, разрушенного нашей артиллерией. Через ворота в обороне врага, сделанные сапером Виноградовым, прошел батальон и две батареи. Двиагясь впереди наступающих частей, в составе взвода разминировал дороги. На одном из участков пути первым сблизился с появившимся противником и решительно вступил в бой, тут же сразив автоматной очередью двух немцев. Во время начавшегося боя вынес его в безопасное место тяжело раненого сержант из взвода нашей пешей разведки. Продолжая двигаться вперед, под сильным ружейно-пулеметным огнём, ефрейтор Виноградов первым добрался до заминированного немцами моста, сумел разминировать его и не допустить взрыва. Этим самым сапер дал возможность нашим подошедшим подразделениям беспрепятственно переправиться по мосту и продолжить продвижение вперед. Принял он участие и в постройке переправы для наших танков, подошедших на помощь пехотинцам. Приказом по войскам 26-й армии 22 октября 1944 года за мужество и отвагу, проявленные в наступательных боях ефрейтор Виноградов Павел Петрович награждён орденом Славы 2-й степени
Весной 1945 года, закончившие бои на севере дивизии переставшего существовать Карельского фронта были переданы в состав 2-го Белорусского фронта и приняли участие Восточно-Померанской операции. 4 апреля 1945 года на подступах к балтийскому порту Гдыня ефрейтор Виноградов, продвигаясь с передовыми подразделениями, разминировал участок минного поля перед вражескими позициями. В критическую минуту боя уничтожил грантами вражеский пулемет Присоединившись к атакующим, в числе первых ворвался во вражескую траншею и увлек за собой. В этих последних боях в Восточной Померании сапер уничтожил 14 противников и 29 взял в плен. Здесь же, под Гдыней, ефрейтор, не раз возглавлявший атаки, был ранен. День Победы он встретил в госпитале.
Указом Президиума Верховного Совета СССР от 29 июня 1945 года за исключительное мужество, отвагу и бесстрашие, проявленные в боях с вражескими захватчиками ефрейтор Виноградов Павел Петрович награждён орденом Славы 1-й степени. Стал полным кавалером ордена Славы.
В июле 1945 года был демобилизован. Вернулся на родину. Жил и работал в Костроме. Скончался 3 августа 1980 года. Похоронен на Новом кладбище Костромы.
Награждён орденами Славы 3-х степеней, медалями.